# Ash Adams
Jason 'Ash' Adams (Los Angeles, 7 februari 1963) is een Amerikaanse acteur, scenarioschrijver filmproducent en filmregisseur.

## Biografie
Adams werd geboren in Los Angeles maar groeide op in Malibu (Californië), waar hij nog steeds woont. Als tiener had hij al belangstelling voor acteren en filmmaken, en bracht hij al veel tijd door met het maken van thuisfilms in de achtertuin. Adams las ook veel biografieën door van andere beroemde filmmakers. Hij volgde in 1978-'79 de highschool aan de Desert Sun High School in Idyllwild-Pine Cove (Californië). Hierna liet hij zich overplaatsen naar de Malibu High School in Malibu (Californië), waar hij in 1982 zijn diploma haalde.
Adams begon met acteren in 1984 in de televisiefilm A Nightmare on Elm Street. Hierna heeft hij nog meer rollen gespeeld in televisieseries en televisiefilms, zoals Ryan's Hope (1986-1989), Beverly Hills, 90210 (1991), Acapulco Bay in 125 afleveringen (1995) en Dragnet (2003).
Adams is ook actief als filmregisseur, scenarioschrijver en filmproducent en heeft de volgende films geregisseerd, geschreven en geproduceerd: After the Planet (2004), The Distance (2006) en Once Fallen (2010). De film Peter's Hope (2010) heeft hij alleen geregisseerd. Met de film After the Past won hij een op het Malibu Int. Film Festival in 2003. Met de film The Distance was hij genomineerd voor beste documentaire op het Ohio Independent Film Festival en won hij in 2006 een prijs op het Roving Eye Documentary Film Festival. Deze documentaire werd wereldwijd gedistribueerd door Image Entertainment.

## Filmografie[7]

### FIlms
Uitgezonderd korte films.
- 2022: Gasoline Alley - als Frank Flosso aka Red Bull
- 2018: An L.A. Minute - als Mark
- 2016: Carbon Canyon - als Bobby Adams
- 2010: Once Fallen – als Rath
- 2010: Peter's Hope – rol onbekend
- 2004: After the Past – rol onbekend
- 1999: Water en Power – als Jim
- 1997: Striking Resemblance – als Erik
- 1996: Mother – als grafdelver
- 1995: The Stanger – als Steve Stowe
- 1994: The Privilege Cage – als John
- 1993: Puppet Master 4 – als Cameron
- 1992: Original Intent – als Brett Levin
- 1992: I'll Love You Forever… Tonight – als Dennis
- 1991: The Arc – als John Butz
- 1990: Lionheart – als Francois Gaultier
- 1989: Thunderboat Row – als Bobby Garland
- 1984: A Nightmare on Elm Street – als surfer

### Televisieseries
Uitgezonderd eenmalige gastrollen.
- 1995: Acapulco Bay – als Max Hauser – televisieserie (125 afl.)
- 1990: The Young Riders – als Jeffrey Darnell – televisieserie (2 afl.)
- 1986-1989: Ryan's Hope – als John Reid Ryan – televisieserie (4 afl.)

### Scenarioschrijver
- 2018: Carbon Canyon - film
- 2011: In Mexico - korte film
- 2010: Peter's Hope - korte film
- 2010: Once Fallen - film
- 2005: The Distance - documentaire
- 2004: After the Past - film

### Filmproducent
- 2018: Carbon Canyon - film
- 2011: In Mexico - korte film
- 2010: Peter's Hope - korte film
- 2010: Once Fallen - film
- 2005: The Distance - documentaire
- 2004: After the Past - film

### Filmregisseur
- 2017: Carbon Canyon - film
- 2011: In Mexico - korte film
- 2005: The Distance - documentaire
- 2004: After the Past - film

- Bibliothèque nationale de France: cb16620078c (data)
- Gemeinsame Normdatei: 14405308X
- International Standard Name Identifier: 0000 0001 1960 4881
- Library of Congress Control Number: no2011075572
- Virtual International Authority File: 170091931
- WorldCat: E39PBJtRJRRGq9ycwGcJVdW7HC